# Noszlop
Noszlop község Veszprém vármegyében, a Devecseri járásban.

## Fekvése
A Bakonyalján fekszik, a legközelebbi város Devecser (9,5 km).

### Megközelítése
A település a környező városok – Ajka, Celldömölk, Devecser és Pápa – mindegyike felől könnyen megközelíthető: előbbi kettő térségével a 8401-es út, utóbbi két várossal pedig a 8402-es út köti össze, amelyek a központjában keresztezik egymást. A délnyugati szomszédságában fekvő, zsáktelepülésnek számító Oroszi községbe a 84 104-es számú mellékút vezet Noszlop déli külterületei irányából.

## Története
Neve az 1086 és 1235 közötti okleveleken Nuztupe, Nuztup néven bukkan fel, 1488-tól már Nozlop, Noslop alakban szelídült a mai Noszlop változattá. A tatárok és a törökök támadása idején rövid időre elnéptelenedett, de a természeti adottságai folytán a környéken lévő elpusztult falvak lakosságát is magába olvasztotta, így a kisebb településből idővel mintegy központtá vált. Határában akkoriban 5, azóta már elpusztult település volt: Tima, Tegye, Becse, Nagybogdány és Kisbogdány. Az első három település nevét ma határrész-, illetve dűlőnév, az utóbbi kettőét településrész őrzi.
Legrégibb birtokosa a Noszlopy (akkori irásmódja szerint: Noslopy) nemzetség volt. A nemzetség nevét igazán elhíresítő Noszlopy Gáspár az 1848–49-es szabadságharc mártírjaként örökre beírta nevét a magyar történelembe.
A XVII. század végétől (1696) 2 részre vált a település, külön írták össze a nemesi és a jobbágyfalut.
1768-ban az egytelkes nemesek és a szabadmenetelű jobbágyok közösen igazgatták a települést.
1846-ban Noszlopon, Kis- és Nagybogdányban 188, Devecserben 134, Ajkán 128 voksolásra alkalmas nemes férfiú került lajstromba. 1867-ben két bírája volt a községnek: egy nemesi és egy polgári származású, a környéken egyedülálló módon. Ebben az időben Noszlopon 2 országos vásárt tartottak, egyet Szent György napján, egyet őszi betakarítás után, Teréz napján.
A 19. század végén Noszlop körjegyzőségi székhely lett, hozzá tartozott Magyarpolány, Németpolány és Bakonypölöske 3363 lélekkel.
Az utóbbi évtizedben a település infrastruktúrája, intézményi ellátottsága javult, továbbra is mikrotérségi központi szerepet tölt be.

## Közélete

### Polgármesterei
- 1990–1994: Pintér Ferenc (független)[3]
- 1994–1998: Pintér Ferenc (független)[4]
- 1998–2002: Pintér Ferenc (független)[5]
- 2002–2006: Pintér Ferenc (független)[6]
- 2006–2010: Pintér Ferenc (független)[7]
- 2010–2011: Pintér Ferenc (független)[8]
- 2011–2013: Dózsa Géza (független)[9]
- 2013–2014: Felső Sándor (független)[10][11]
- 2014–2019: Felső Sándor (független)[12]
- 2019–2024: Farkasné Szolnoki Brigitta (független)[13]
- 2024– : Szolnoki Brigitta (független)[1]

A településen 2011. június 5-én időközi polgármester-választást kellett tartani, az előző polgármester lemondása miatt. Ugyanilyen okból kellett időközi választást tartani alig két évvel később, még ugyanabban az önkormányzati ciklusban, 2013. május 12-én is.

## Népesség
A település népességének változása:
| Lakosok száma | 982  | 956  | 939  | 923  | 983  | 979  | 977  |
|               | 2013 | 2014 | 2015 | 2021 | 2022 | 2023 | 2024 |

A 2011-es népszámlálás során a lakosok 88,4%-a magyarnak, 2,6% cigánynak, 1,1% németnek mondta magát (11,6% nem nyilatkozott; a kettős identitások miatt a végösszeg nagyobb lehet 100%-nál). A vallási megoszlás a következő volt: római katolikus 58,2%, református 14,1%, evangélikus 3,2%, görögkatolikus 0,2%, felekezeten kívüli 8% (15,8% nem nyilatkozott).
2022-ben a lakosság 92,1%-a vallotta magát magyarnak, 1,1% cigánynak, 0,8% németnek, 0,1-0,1% románnak, ruszinnak és szlováknak, 0,8% egyéb, nem hazai nemzetiségűnek (7,9% nem nyilatkozott; a kettős identitások miatt a végösszeg nagyobb lehet 100%-nál). Vallásuk szerint 35,7% volt római katolikus, 10,2% református, 1,7% evangélikus, 0,2% görög katolikus, 0,5% egyéb keresztény, 0,9% egyéb katolikus, 5% felekezeten kívüli (45,8% nem válaszolt).

## Nevezetességei, látnivalók
- Katolikus templom
- Református templom
- I.-II. világháborús emlékmű
- Helytörténeti múzeum
- Kovácsmúzeum
- Európa-forrás
- Péter-kút

## Ismert személyek
- Itt született 1935-ben Kovács Imre agrármérnök, mezőgazdasági és élelmezésügyi miniszterhelyettes (1975–1983), az FTC elnöke (1981–1988).

## Képgaléria

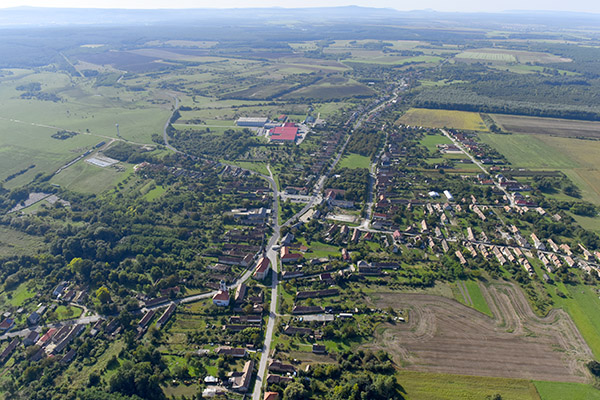
Noszlop község látképe a levegőből
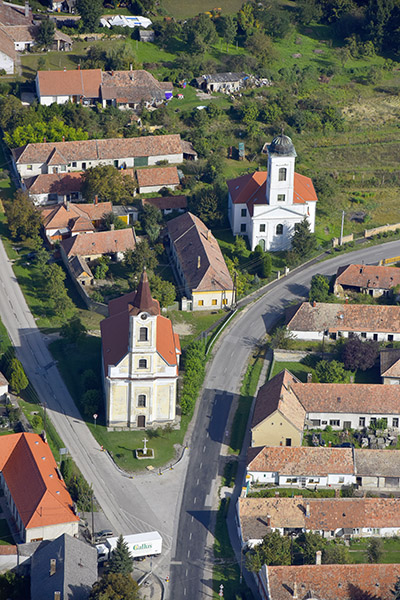
Templomok a magasból, Noszlop
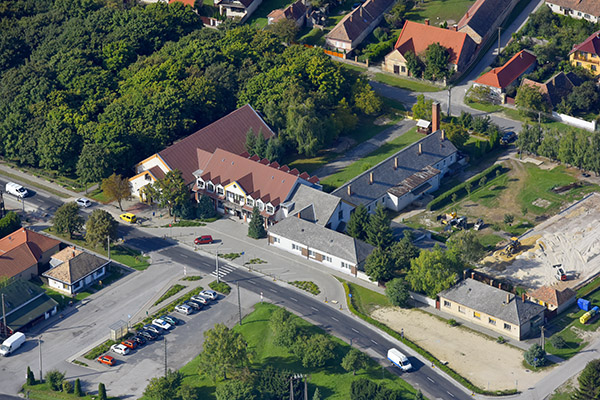
Noszlop, légi fotó